# UCI-Mountainbike-Eliminator-Weltcup 2023
Beim UCI-Mountainbike-Eliminator-Weltcup 2023 wurden durch die Union Cycliste Internationale die Weltcupsieger im Cross-Country Eliminator ermittelt.

## Ablauf
Der Weltcup wurde wie in den Vorjahren durch City Mountainbike im Auftrag der UCI organisiert. Er hatte ursprünglich acht Runden umfassen sollen, die Läufe im schwedischen Falun und im indischen Leh entfielen jedoch aus unbekannten Gründen. Der Lauf in Paris wurde kurzfristig abgesagt, weil sich der Veranstalter nicht in der Lage sah, die von der Stadt verlangten Sicherheitsauflagen zu erfüllen.
- Sakarya: 21. Mai
- Leuven: 4. Juni
- Aalen: 15. Juli
- Oudenaarde: 13. August
- Barcelona: 29. September

In Aalen wurde das Rennen wie im Vorjahr in der Innenstadt ausgetragen, das sauerländische Winterberg war erstmals seit Einrichtung des Eliminator-Weltcups nicht vorgesehen. Wie in den Vorjahren zählte ein Sieg in der Qualifikation 30 Punkte fürs Gesamtklassement, ein Sieg im Hauptrennen 60. Jeder Fahrer hatte ein Streichergebnis, es zählten also nur die besten neun Runden fürs Gesamtklassement.

## Männer
| # | Datum         | Ort        | Erster                | Zweiter               | Dritter                 |
| - | ------------- | ---------- | --------------------- | --------------------- | ----------------------- |
| 1 | 21. Mai       | Sakarya    | Titouan Perrin-Ganier | Simon Gegenheimer     | Quentin Schrotzenberger |
| 2 | 4. Juni       | Leuven     | Titouan Perrin-Ganier | Jarne Vandersteen     | Simon Gegenheimer       |
| 3 | 15. Juli      | Aalen      | Felix Klausmann       | Titouan Perrin-Ganier | Killian Demangeon       |
| 4 | 13. August    | Oudenaarde | Sondre Rokke          | Lorenzo Serres        | Quentin Schrotzenberger |
| 5 | 29. September | Barcelona  | Simon Gegenheimer     | Lorenzo Serres        | Theo Hauser             |

Gesamtwertung
| Platz | Name                    | Punkte |
| ----- | ----------------------- | ------ |
| 1     | Titouan Perrin-Ganier   | 218    |
| 2     | Simon Gegenheimer       | 207    |
| 3     | Lorenzo Serres          | 190    |
| 4     | Thibaut Kahlhoven       | 146    |
| 5     | Quentin Schrotzenberger | 142    |
| 6     | Felix Klausmann         | 123    |

## Frauen
| # | Datum         | Ort        | Erste             | Zweite                | Dritte            |
| - | ------------- | ---------- | ----------------- | --------------------- | ----------------- |
| 1 | 21. Mai       | Sakarya    | Marion Fromberger | Annemoon van Dienst   | Didi de Vries     |
| 2 | 4. Juni       | Leuven     | Gaia Tormena      | Shanyl De Schoesitter | Line Mygdam       |
| 3 | 15. Juli      | Aalen      | Lia Schrievers    | Gaia Tormena          | Lina Huber        |
| 4 | 13. August    | Oudenaarde | Gaia Tormena      | Marion Fromberger     | Agnes Abrahamsson |
| 5 | 29. September | Barcelona  | Gaia Tormena      | Marion Fromberger     | Katharina Sadnik  |

Gesamtwertung
| Platz | Name                | Punkte |
| ----- | ------------------- | ------ |
| 1     | Gaia Tormena        | 313    |
| 2     | Marion Fromberger   | 255    |
| 3     | Annemoon van Dienst | 144    |
| 4     | Didi de Vries       | 130    |
| 5     | Agnes Abrahamsson   | 109    |
| 6     | Coline Clauzure     | 91     |